# Lyncar 006
Der Lyncar 006 war ein britischer Formel-1-Rennwagen, der von 1974 bis 1977 zum Einsatz kam.

## Entwicklungsgeschichte
Der neuseeländische Autorennfahrer John Nicholson gab 1973 bei Lyncar einen Monoposto-Rennwagen in Auftrag, mit dem er auch in der Formel 1 an den Start gehen wollte. Der Lyncar 006 war ein unkomplizierter Wagen mit einem Aluminium-Monocoque und außenliegenden Bremsen. Die Aufhängung wurde aus dem Lyncar 005 übernommen, mit dem sich Nicholson 1973 und 74 den Meistertitel in der Formel Atlantic sicherte.  Die Frontpartie des Rennwagens ging über dessen gesamte Breite. Für den Einsatz 1975 wurde ein kleiner verstellbarer Frontflügel nachgerüstet.

## Renngeschichte
Nicholson bestritt 1974 mit dem 006 zwei nicht zur Weltmeisterschaft zählende Rennen in Großbritannien und versuchte vergeblich sich für den Grand Prix zu qualifizieren. 1975 hatte der Wagen seinen einzigen Einsatz bei einem Weltmeisterschaftslauf. Beim britischen Grand Prix in Silverstone wurde Nicholson trotz eines Unfalls im Regen auf Rang 17 gewertet.
1976 erwarb der spanische Rennfahrer Emilio de Villota den Wagen, der mit dem 006 bis 1977 in der Aurora-AFX-Formel-1-Serie an den Start ging. De Villota erzielte 1977 im Mallory Park den einzigen Rennsieg des 006. Danach wurde der Wagen an Herman Herstinburg verkauft, der ihn lediglich zweimal in der Serie einsetzte.
Insgesamt sind 23 Renneinsätze für die Konstruktion dokumentarisch belegt.